# Mary Martin
Mary Martin, nata Mary Virginia Martin, (Weatherford, 1º dicembre 1913 – Rancho Mirage, 3 novembre 1990), è stata un'attrice, cantante e ballerina statunitense.
Considerata una delle più grandi stelle della storia di Broadway, è stata la prima attrice ad interpretare Nellie Forbush in South Pacific e Maria von Trapp in The Sound of Music.

## Biografia

### Infanzia e formazione
Nata nel Texas il 1º dicembre 1913, era figlia di Preston Martin, un avvocato, e di Juanita Presley, un'insegnante di violino. A diciassette anni, si sposò con il compagno di scuola Benjamin Jackson Hagman di cui era rimasta incinta. Abbandonati gli studi, si trovò costretta a una vita casalinga che non la soddisfaceva. Fu sua sorella Josephine a consigliarla di mettersi a insegnare ballo. Portata naturalmente per la danza, imitava i grandi ballerini di cui studiava le mosse vedendoli al cinema.

### Anni 30 e 40
Volendo imparare la professione, Mary Martin andò in California per frequentare una scuola di danza, aprendo un proprio studio a Mineral Wells, in Texas. Aveva a disposizione una sala da ballo dove poteva cantare ogni sabato. In questo modo, imparò anche a cantare usando un microfono. Un giorno, capitò per caso in una sala dove si teneva un'audizione. Il risultato fu che andò a esibirsi al Fox Theater di San Francisco e quindi a Los Angeles, al Paramount Theater. La sua vita matrimoniale era ormai senza futuro: suo padre la sostenne nelle pratiche di divorzio, mentre lei continuava la sua carriera, lasciando il figlio Larry (che poi sarebbe diventato un famoso attore, Larry Hagman) alle cure della nonna.
A Hollywood, Mary fece talmente tante audizioni che la soprannominarono Audition Mary. Durante una di queste audizioni, venne lodata da Oscar Hammerstein II: quel momento segnò l'inizio della sua carriera. Nel novembre 1938 fece il suo debutto a Broadway nel musical di Cole Porter Leave it to Me! e la canzone "My Heart Belongs to Daddy" la rese famosa. Negli anni successivi consolidò la sua carriera a Broadway recitando nel musical di Kurt Weill One Touch of Venus (1943) e in Lute Song (1946), mentre nel 1948 ha recitato con Cary Grant nel film Notte e dì, cantando ancora una volta "My Heart Belongs to Daddy". Nel 1947 girò per gli Stati Uniti nella tournée statunitense del musical Annie Get Your Gun, in cui interpretò la protagonista Annie Oakley. Ottenne il successo nel 1949 quando interpretò Nellie Furbush nella prima del musical di Rodgers e Hammerstein South Pacific a Broadway; lo show fu un successo e vinse il Premio Pulitzer per la drammaturgia e il Tony Award al miglior musical, mentre la Martin vinse il suo primo Tony Award alla miglior attrice protagonista in un musical.

### Anni 50 e 60

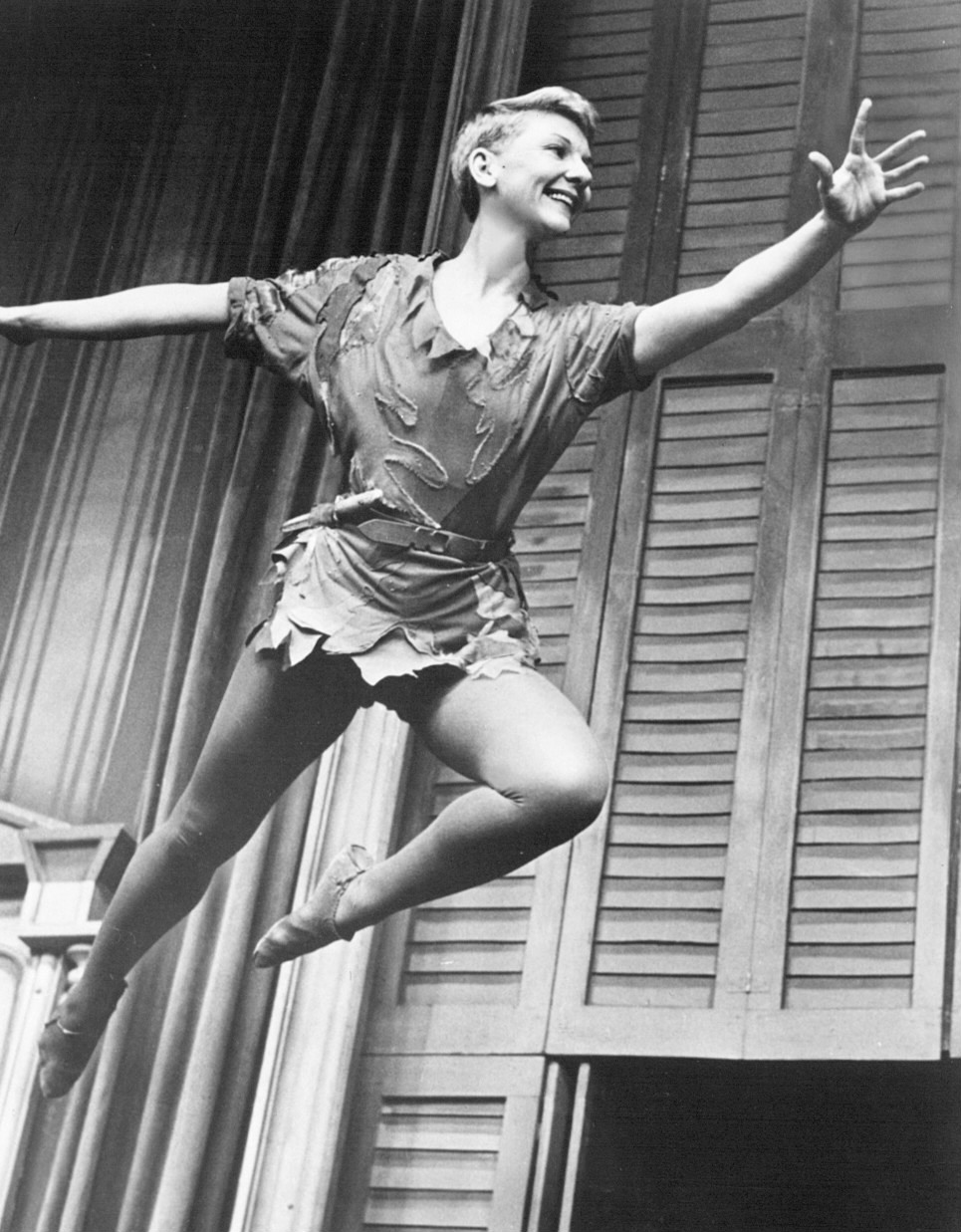
Mary Martin in Peter Pan nel 1956

Dopo aver recitato in South Pacific a Broadway, Los Angeles e San Francisco, nel novembre 1951 fece il suo debutto sulle scene londinesi nel ruolo di Nellie Forbush. Tre anni più tardi ottenne un nuovo successo con il musical Peter Pan a Broadway e per la sua performance nel ruolo dell'eponimo protagonista vinse il suo secondo Tony Award. Gli anni cinquanta si conclusero con un altro grande successo per la Martin, che interpretò Maria von Trapp nella prima di The Sound of Music a Broadway nel 1959. Per la sua interpretazione vinse il suo terzo Tony Award alla migliore attrice protagonista in un musical e rimase nel cast per quasi due anni fino all'ottobre 1961. Gli anni sessanta le portarono nuovi successi. Nel 1965 interpretò Dolly Gallagher Levi in Hello, Dolly! nella tournée statunitense, nel tour asiatico e nella prima londinese del musical. L'anno successivo recitò nel musical I Do! I Do! a Broadway con Robert Preston, ottenendo così una quarta candidatura ai Tony Award.

### Gli anni 70 e 80
Dopo il successo di I Do! I Do! la Martin diradò la sua attività teatrale. Nel 1977 tornò a Broadway in concerto con Ethel Merman nello show Together on Broadway: Mary Martin & Ethel Merman, mentre tra il 1985 e il 1987 andò in tournée negli Stati Uniti nella commedia di James Kirkwood Jr Legends insieme a Carol Channing.
Malata di cancro, Mary Martin morì nella sua casa di Rancho Mirage quattro settimane prima del suo settantasettesimo compleanno. In suo onore le luci di Broadway furono spente per un minuto.

## Vita privata
All'età di diciassette anni Mary Martin sposò Benjamin "Ben" Jackson Hagman mentre era incinta del figlio Larry Hagman. Dopo il divorzio da Hagman nel 1936, nel 1940 si risposò con Richard Halliday, con cui rimase fino alla morte dell'uomo nel 1973.

## Spettacoli teatrali
- Leave It to Me!, libretto di Bella Spewack e Samuel Spewack, musiche di Cole Porter, regia di Samuel Spewack. Imperial Theatre di New York (1939)
- One Touch of Venus, libretto di S. J. Perelman, parole di Ogden Nash, musiche di Kurt Weill, regia di Elia Kazan. Imperial Theatre di New York (1943)
- Lute Song, libretto di Will Irwin e Sidney Howard, parole di Bernard Hanighen, musiche di Raymond Scott, regia di John Houseman. Plymouth Theatre di New York (1946)
- Pacific 1860, libretto, musiche, parole e regia di Noël Coward. Theatre Royal Drury Lane di Londra (1946)
- Annie Get Your Gun, libretto di Herbert Fields e Dorothy Fields, musiche di Irving Berlin, regia di Joshua Logan. Tour statunitense (1947)
- South Pacific, libretto di Oscar Hammerstein II, musiche di Richard Rodgers, regia di Joshua Logan. Majestic Theatre di New York (1949)
- South Pacific, libretto di Oscar Hammerstein II, musiche di Richard Rodgers, regia di Joshua Logan. Theatre Royal Drury Lane di Londra (1951)
- Kind Sir, di Norman Krasna, regia di Joshua Logan. Alvin Theatre di New York (1953)
- Peter Pan, libretto di Carolyn Leigh, Betty Comden, Adolph Green e Jerome Robbins, musiche di Mark Charlap e Jule Styne, regia di Jerome Robbins. Winter Garden Theatre di New York (1954)
- La famiglia Antrobus, di Thornton Wilder, regia di Alan Schneider. Anta Playhouse di New York (1955)
- South Pacific, libretto di Oscar Hammerstein II, musiche di Richard Rodgers, regia di Albert Marre. Civic Light Opera di Los Angeles (1957)
- Annie Get Your Gun, libretto di Herbert Fields e Dorothy Fields, musiche di Irving Berlin, regia di
- The Sound of Music,  libretto di Oscar Hammerstein II, musiche di Richard Rodgers, regia di Vincent J. Donehue. Lunt-Fontanne Theatre di New York (1959)
- Jennie, libretto di Arnold Shulman, parole di Howard Dietz, musiche di Arthur Schwartz, regia di Vincent J. Donehue. Majestic Theatre di New York (1963)
- Hello, Dolly!, libretto di Michael Stewart, musiche di Jerry Herman, regia di Gower Champion. Primo tour statunitense (1965)
- Hello, Dolly!, libretto di Michael Stewart, musiche di Jerry Herman, regia di Gower Champion. Theatre Royal Drury Lane di Londra (1965)
- I Do! I Do!, libretto di Tom Jones, musiche di Harvey Schmidt, regia di Gower Champion. 46th Street Theatre di New York (1966)
- I Do! I Do!, libretto di Tom Jones, musiche di Harvey Schmidt, regia di Gower Champion. Tour statunitense (1968)
- Do You Turn Somersaults?, di Aleksei Nikolaevič Arbuzov, regia di Edwin Sherin. 46th Street Theatre di New York (1978)
- Legends, di James Kirkwood Jr., regia di John Bowab. Tour statunitense (1986)

## Filmografia

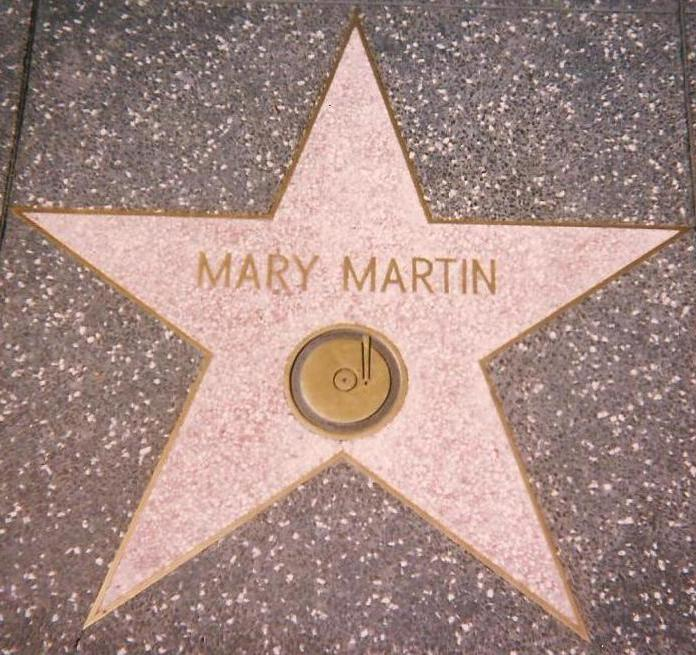
La stella di Mary Martin sulla Hollywood Walk of Fame

### Attrice
- The Great Victor Herbert, regia di Andrew L. Stone (1939)
- Rhythm on the River, regia di Victor Schertzinger (1940)
- Love Thy Neighbor, regia di Mark Sandrich (1940)
- Kiss the Boys Goodbye, regia di Victor Schertzinger (1941)
- Birth of the Blues, regia di Victor Schertzinger (1941)
- New York Town, regia di Charles Vidor (1941)
- Signorine, non guardate i marinai (Star Spangled Rhythm), regia di George Marshall e A. Edward Sutherland (1942)
- Happy Go Lucky, regia di Curtis Bernhardt (1943)
- True to Life, regia di George Marshall (1943)

### Film o documentari dove appare Mary Martin
- Fashion Horizons, regia di Harry D. Donahue (1940)
- Meet the Stars#1: Chinese Garden Festival (1940)
- Meet the Stars#4: Variety Reel #2 (1941)
- Meet the Stars#8: Stars Past and Present (1941)
- Notte e dì (Night and Day), regia di Michael Curtiz (1946)
- Main Street to Broadway, regia di Tay Garnett (1953)
- Only you - amore a prima vista, regia di Norman Jewison - (filmato d'archivio) (1994)
- A Bing Crosby Christmas (filmato d'archivio) (1998)

## Riconoscimenti
- Premio Emmy
  - 1956 – Miglior attrice protagonista in una miniserie o film TV per Peter Pan
- Tony Award
  - 1948 – Premio Speciale
  - 1950 – Miglior attrice protagonista in un musical per South Pacific
  - 1955 – Miglior attrice protagonista in un musical per Peter Pan
  - 1960 – Miglior attrice protagonista in un musical per The Sound of Music
  - 1967 – Candidatura per la miglior attrice protagonista in un musical per I Do! I Do!